# Bothell
Bothell (kiejtése: bɒθəl) az Amerikai Egyesült Államok északnyugati részén, Washington állam King és Snohomish megyéiben elhelyezkedő város. A 2010. évi népszámlálási adatok alapján 33 505 lakosa van.
A Life magazin 1962 decemberében említést tett a világ legmagasabb, 34 méteres karácsonyfájáról. A növény felső részét az 1970-es években fertőzés miatt levágták.
Az egy bögre kedvesség napja szerepelt a Reader’s Digest 2018-as „Amerika legkedvesebb helyei” összeállításában.

## Történet
A térség első lakói a sammamish indiánok voltak, akiket az 1856-os harcokat követően rezervátumba és más helyekre telepítettek. 1870-ben Columbus S. Greenleaf és George R. Wilson az őslakosok korábbi területein telepedett le; őket a következő években nyolc család követte. 1876-ban George Brackett kanadai telepes fakitermelésbe kezdett. A következő néhány évben üzlet, iskola és fűrészüzem is nyílt.
1885-ben Brackett 32 hektár területet értékesített a névadó David Bothell számára; a település a nevet 1888-ban vette fel. Bothell 1909. április 14-én kapott városi rangot.
A személy- és áruszállítás vízen zajlott, azonban a Washington-tó lecsapolása és a Seattle felé vezető téglaburkolatú út megépülte miatt később közúton zajlott a közlekedés. A faipar ekkor kezdett hanyatlani, helyét pedig a mezőgazdaság vette át.
Az 1990-es években a városhoz csatolták Snohomish megye egy részét; a népesség ebben az évtizedben 144 százalékkal nőtt. A Washingtoni Egyetem bothelli kampusza 1990-ben nyílt meg.
2010-ben a város 150 millió dolláros fejlesztési programot indított, amely épületbontást és közúti nyomvonalkorrekciót is tartalmaz. A 2016. július 22-ei tűz hátrányosan érintette a projektet; a helyreállításhoz állami segítségre is szükség volt.

## Éghajlat
A város éghajlata mediterrán (a Köppen-skála szerint Csb).
| Hónap                         | Jan. | Feb. | Már. | Ápr. | Máj. | Jún. | Júl. | Aug. | Szep. | Okt. | Nov. | Dec.  | Év    |
| ----------------------------- | ---- | ---- | ---- | ---- | ---- | ---- | ---- | ---- | ----- | ---- | ---- | ----- | ----- |
| Rekord max. hőmérséklet (°C)  | 17,8 | 18,9 | 25,6 | 27,8 | 32,2 | 33,9 | 40,6 | 35,0 | 33,9  | 30,6 | 24,4 | 17,8  | 40,6  |
| Átlagos max. hőmérséklet (°C) | 8,3  | 10,0 | 12,2 | 15,0 | 17,8 | 21,1 | 24,4 | 24,4 | 21,7  | 15,6 | 10,6 | 7,8   | 15,8  |
| Átlagos min. hőmérséklet (°C) | 2,8  | 2,8  | 3,9  | 6,1  | 8,9  | 11,1 | 13,3 | 13,9 | 11,7  | 8,3  | 5,0  | 2,2   | 7,5   |
| Rekord min. hőmérséklet (°C)  | −7,8 | −7,2 | −2,8 | −0,6 | 1,7  | 6,1  | 8,3  | 8,3  | 6,1   | −1,7 | −7,8 | −11,7 | −11,7 |
| Átl. csapadékmennyiség (mm)   | 122  | 87   | 89   | 70   | 55   | 41   | 20   | 25   | 39    | 87   | 148  | 138   | 921   |
| Forrás: The Weather Channel   |      |      |      |      |      |      |      |      |       |      |      |       |       |

## Népesség
A 2010-es népszámláláskor a városnak 33 505 lakója, 13 497 háztartása és 8779 családja volt. A népsűrűség 948,9 fő/km2. A lakóegységek száma 14 255, sűrűségük 403,7 db/km2. A lakosok 79,7%-a fehér, 1,6%-a afroamerikai, 0,6%-a indián, 10,2%-a ázsiai, 0,2%-a a Csendes-óceáni szigetekről származik, 3,4%-a egyéb, 4,5%-a pedig kettő vagy több etnikumú. A spanyol vagy latino származásúak aránya 8,7% (   )
A háztartások 32%-ában élt 18 évnél fiatalabb. 51,9% házas, 9,1% egyedülálló nő, 4,1% egyedülálló férfi, 35% pedig nem család. 27,2% egyedül élt; 8,9%-uk 65 éves vagy idősebb. Egy háztartásban átlagosan 2,46 személy élt; a családok átlagmérete 3 fő.
A medián életkor 38,3 év volt. A város lakóinak 22,4%-a 18 évesnél fiatalabb, 8,1% 18 és 24 év közötti, 29,3%-uk 25 és 44 év közötti, 28,1%-uk 45 és 64 év közötti, 12,1%-uk pedig 65 éves vagy idősebb. A lakosok 48,8%-a férfi, 51,2%-a pedig nő.

## Gazdaság
A biotechnológia a város fontos iparága; számos gyógyszergyártó és orvosi eszközöket készítő vállalat székhelye is a városban van.

## Közigazgatás
A képviselőtestület a polgármesterrel együtt hét, négy évre választott tagból áll; a polgármester és alpolgármester megbízatása két évig tart. Az adminisztrációs feladatok ellátásáért városmenedzser felel.

## Oktatás
A város közoktatási intézményeinek fenntartója a Northshore Tankerület.
A városban van az ország második legjobb közösségi főiskolájaként nyilvántartott Cascadia Főiskola székhelye, valamint a Washingtoni Egyetem bothelli kampusza.

## Nevezetes személyek
- Bernadette Bascom, énekes[21]
- Blake Lewis, énekes-dalszerző[22]
- Brenden Foster, leukémiás fiú, aki országos médiafigyelmet kapott[23]
- Bryan Alvarez, pankrátor[24]
- Chris Walla, zenész[25]
- Cody Votolato, zenész[26]
- Ernie Steele, amerikaifutball-játékos[27]
- Hal Sutherland, animátor[28]
- Johnny Hekker, amerikaifutball-játékos[29]
- Karan Brar, színész[30]
- Korel Engin, kosárlabdázó[31]
- Kyle Cease, színész és humorista[32]
- Maxine Dexter, pulmonológus és politikus[33]
- Michael Dahlquist, zenész[34]
- Michael Dong, gördeszkázó[35]
- Patty Murray, politikus[36]
- Phil Harris, halász[37]
- Robert DeLong, zenész[38]
- Ross Bowers, amerikaifutball-játékos[39]
- Tracie Ruiz-Conforto, szinkronúszó[40]
- Zach LaVine, kosárlabdázó[41]

## Fordítás
- Ez a szócikk részben vagy egészben  a   Bothell, Washington című angol Wikipédia-szócikk ezen változatának fordításán alapul.  Az eredeti cikk szerkesztőit annak laptörténete sorolja fel. Ez a jelzés csupán a megfogalmazás eredetét és a szerzői jogokat jelzi, nem szolgál a cikkben szereplő információk forrásmegjelöléseként.